# 라후테

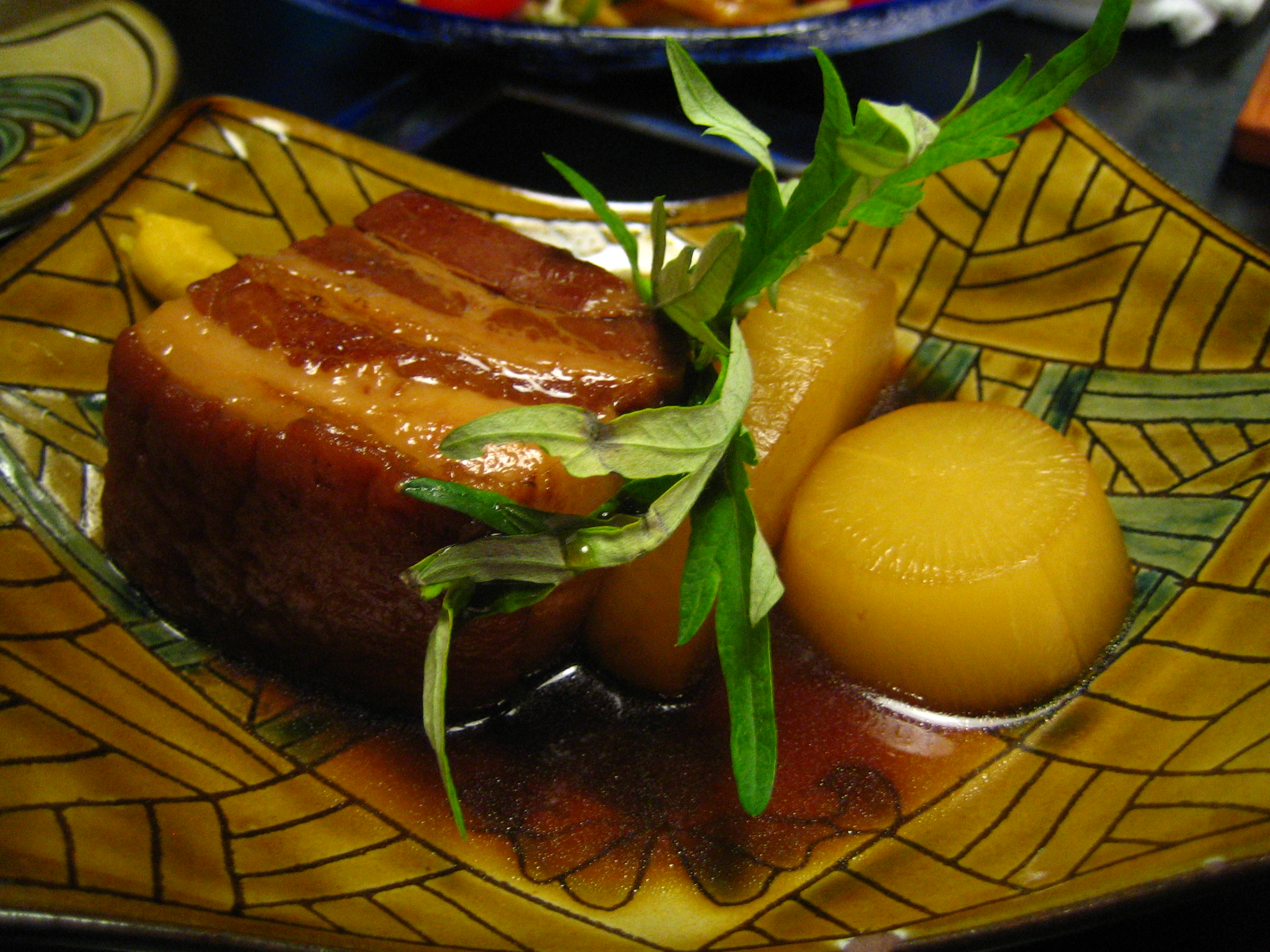

라후테(일본어: ラフテー)는 동파육이 오키나와에 건너가 변형된 요리이다. 류큐국 시대부터 보존식으로 존재해 오고 있으며, 가고시마 지역에 건너가 가쿠니가 되었다.
재료는 통삼겹살, 가쓰오부시 육수, 아와모리, 설탕, 간장, 생강이다.

## 요리 방법
1. 통삼겹살을 1시간 정도 삶는다.
2. 삶은 삼겹살을 건져서 사각형으로 썬다. 기름을 뺀 물은 버린다.
3. 자른 삼겹살을 솥에 넣고 아와모리, 설탕, 가쓰오부시 육수, 생강을 넣어서 삶는다.
4. 40분 정도 익힌다.